# James Debbah
James Salinsa Debbah est un footballeur libérien né le 14 décembre 1969 à Monrovia (Liberia). Il évolue au poste d'attaquant.

## Biographie
Grand ami de George Weah (qui parle de lui comme étant son "cousin" sans qu'un lien de parenté ne soit formellement établi), James Debbah a été l'un des rares joueurs de son pays à évoluer au plus haut niveau européen.
Il fut sélectionné à 72 reprises avec l'équipe du Liberia et y inscrivit 21 buts.

## Palmarès
- Finaliste de la Coupe des coupes en 1992 avec l'AS Monaco
- Vainqueur de la Coupe de France en 1997 avec l'OGC Nice
- Vainqueur de la Coupe de France en 1998 avec le PSG
- Vainqueur de la Coupe de la Ligue en 1998 avec le PSG
- Champion du Cameroun en 1990 avec l'Union DOUALA

## Source
- Marc Barreaud, Dictionnaire des footballeurs étrangers du championnat professionnel français (1932-1997), L'Harmattan, 1997.